# Ten Thousand Fists (canción)
«Ten Thousand Fists» es una canción de la banda estadounidense de heavy metal Disturbed, publicada como sencillo en 2006 y extráido de su tercer álbum musical Ten Thousand Fists.

## Temática
Según el cantante de la banda, David Draiman, la canción "significa fuerza, unidad, convicción, poder y la excitación que sientes cuando llegas a ver eso en uno de nuestros conciertos. Es uno de mis momentos favoritos., y la gente sabe que tiendo a pedirle a la gente que levante el puño y es exicitante poder ver diez mil puños o más en el aire".

## Posición en listas
| Año  | Lista                      | Posición |
| ---- | -------------------------- | -------- |
| 2007 | Hot Mainstream Rock Tracks | 7        |
| 2007 | Hot Modern Rock Tracks     | 37       |

## Personal
- David Draiman - voz
- Dan Donegan - Guitarra eléctrica
- John Moyer - bajo
- Mike Wengren - batería